# NGC 2579
NGC 2579 (другие обозначения — OCL 724, ESO 370-*N8) — рассеянное скопление с эмиссионной туманностью в созвездии Кормы. Открыто Джоном Гершелем в 1835 году.
Скопление удалено на 7,6 килопарсек от Солнца, как и его компаньон ESO 370-9, и на 12,8 килопарсек от центра нашей Галактики. Ярчайшая звезда скопления имеет спектральный класс K1 III. Ещё три звезды класса O создают ультрафиолетовое излучение, которое ионизует туманность, окружающую скопление. Содержание тяжёлых элементов в туманности на 24% ниже, чем в Туманности Ориона, что подтверждает уменьшение металличности с увеличением расстояния от центра Галактики. Поверхностная яркость объекта и степень ионизации газа в нём достаточно велика.
Этот объект входит в число перечисленных в оригинальной редакции «Нового общего каталога». При открытии Гершель принял этот объект за двойную звезду в туманности. В дальнейшем туманность вокруг скопления принималась за планетарную туманность или отражательную туманность.